# Иосиф Вринга
Иосиф Вринга (др.-греч. Ὶωσῆφ Βρίγγας) — византийский евнух, высокопоставленный придворный в правление императоров Константина VII и Романа II. В 963 году безуспешно пытался помешать воцарению Никифора II Фоки, потерпел поражение, был сослан в монастырь, где умер в 965 году.
Практически ничего не известно о жизни и деятельности Иосифа Вринги за пределами его политической деятельности. Возможно, император Михаил VI Стратиотик, называемый также Вринга, был его потомком. В зависимости от отношения к событиям переворота 963 года, источники можно условно разделить на «про-» и «анти-вринговские». Будучи евнухом, в правление Константина VII Вринга получил титул патрикия и должность препозита, а затем сакеллария и друнгария флота. При сыне Константина, Романе II, он занял высшую должность паракимомена, сменив на этом посту Василия Лакапина. Не известно, в каком возрасте Вринга достиг высоких званий но, видимо, он к тому времени был уже стар.
После смерти Романа 15 марта 963 года, оставившего двух малолетних сыновей, Василия и Константина, фактическую власть в стране захватил Иосиф Вринга. Дальнейшие события источники излагают различно. Согласно Скилице, по приказу императрицы Феофано полководец Никифор Фока вернулся в Константинополь, где был удостоен триумфа за победы над арабами на Крите и в Сирии. Далее Никифор заявил своему сподвижнику Вринге, что собирается постричься в монахи, после чего удалился домой. В хронике Льва Диакона ко времени прибытия Никифора в столицу в апреле 963 года его войска уже были распущены. Ещё не претендуя на императорскую власть полководец начал переговоры с константинопольской чиновной знатью. Никифора поддерживал патриарх Полиевкт и, под давлением синклита, Вринга. В то же время синклит пытался обязать Никифора не злоумышлять против сыновей Романа II, обещая, в свою очередь, не производить без его ведома существенных кадровых перестановок. Достигнув соглашения, Никифор получил пост стратига-автократора Азии и уехал в Каппадокию, чтобы собрать войско и продолжить войну с арабами. По мнению А. П. Каждана, влияние Никифора Фоки проистекало из поддержки константинопольского плебса, ставшей следствием устраиваемых Никифором пышных торжеств, и щедрых раздач, организуемых его братом Львом.
Как только Фока уехал в Каппадокию и начал собирать войска, Вринга порвал с ним и начал приготовления к борьбе. Для этого он начал переговоры о союзе с командующим войсками в Италии патрикием Марианом Аргиром и, по совету последнего, в малоазийскими полководцами Иоанном Цимисхием и его родственником Романом Куркуасом. Попытка оказалась неудачной, Куркуасы отказались поддержать Врингу и раскрыли его плане Никифору Фоке. 2 июля 963 года, по настоянию Цимисхия, Никифор провозгласил себя императором и повёл войска против Константинополя. В ответ, по приказу Вринги, Никифор был предан анафеме, а его отец Варда Фока Старший был арестован. Брат мятежного полководца Лев укрылся в соборе святой Софии и, защищаемый народом, сумел там спастись. на следующий день, 9 августа, как сообщает трактат «О церемониях», Иосиф провёл переговоры с цехом булочников, желая угрозой голода принудить жителей столицы к повиновению. Вероятно, он добился некоторого успеха, и к вечеру в городе начались бои. Тем временем поддержку Никифору среди синклитиков обеспечил Василий Лакапин, по приказу которого огненосные триеры перешли из Константинополя в уже занятый войсками Фоки Абидос. После этого Вринга и его сторонники прекратили сопротивление.
16 августа 963 года Никифор Фока был коронован патриархом Полиевктом. Вринга был сослан в Пафлагонию, а затем в монастырь Асекрит в Пифии, где и умер два года спустя.